# الجبهة الشعبية للتحرير والتغيير
الجبهة الشعبية للتحرير والتغيير تأسست في 9 مارس 2011 في دمشق، وهي ائتلاف يضمّ الحزب السوري القومي الاجتماعي وحزب الإرادة الشعبية. وضعت في ميثاقها الوطني، إطلاق الحريات العامة وبدء حوار وطني والعمل على صياغة دستور جديد. شاركت الجبهة في انتخابات 2012 وحققت المركز الثاني بعد قائمة الجبهة الوطنية التقدمية بأن حققت 5 مقاعد.